# Chorizococcus yuccae
Chorizococcus yuccae är en insektsart som beskrevs av Mckenzie 1961. Chorizococcus yuccae ingår i släktet Chorizococcus och familjen ullsköldlöss. Inga underarter finns listade i Catalogue of Life.